# Список главных тренеров матча всех звёзд женской НБА

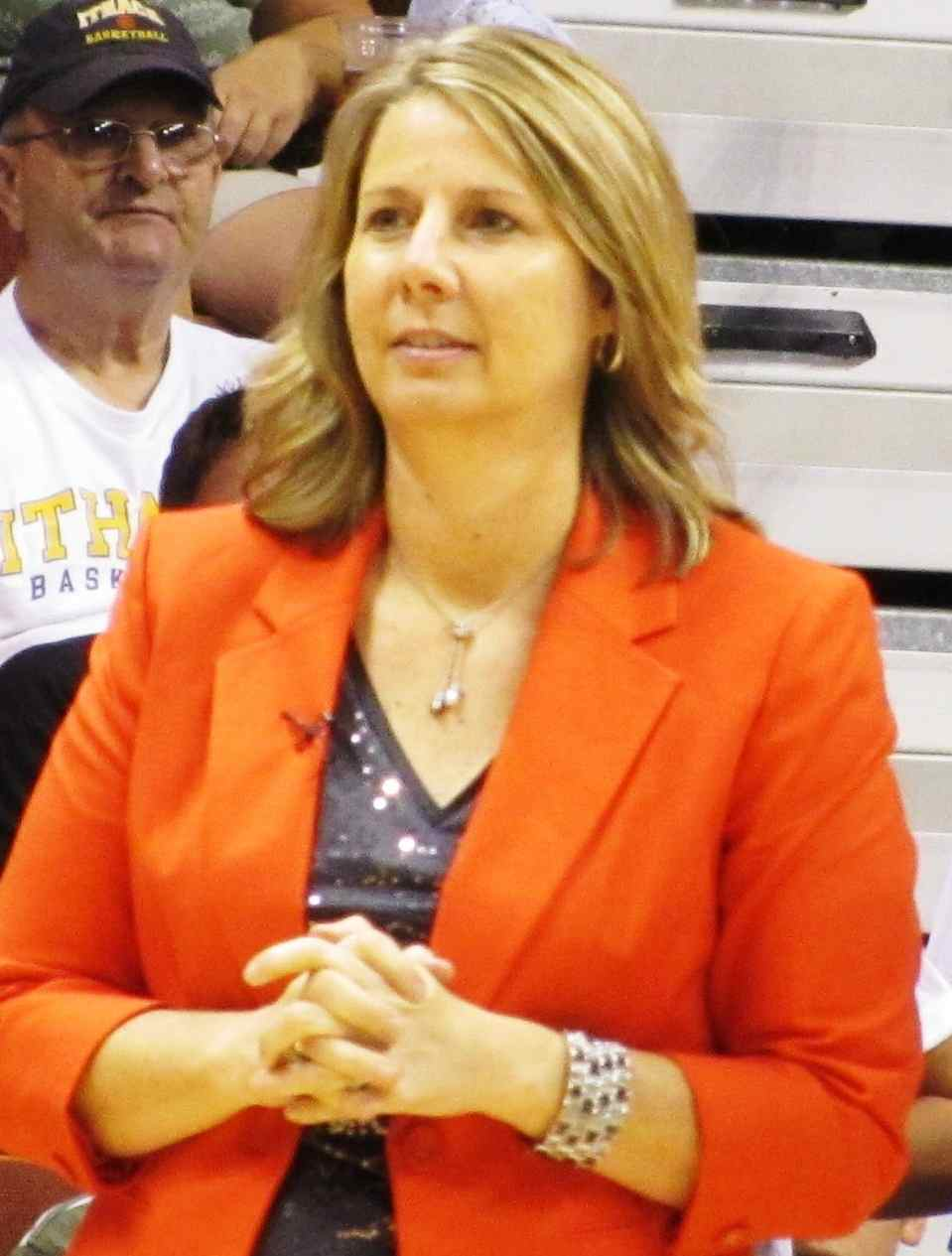
Шерил Рив, наставник клуба «Миннесота Линкс», во время матча всех звёзд ВНБА 2013 на тренерском мостике сборной Запада, лидер по количеству включений на ASG WNBA (5 раз)

Список главных тренеров матча всех звёзд женской НБА (англ. List of WNBA All-Star Game head coaches) включает в себя главных тренеров матча всех звёзд, которые на этой игре руководят командами, состоящими из лучших баскетболисток Восточной и Западной конференций женской НБА (ВНБА). В данный момент наставники Запада заметно опережают по победам своих оппонентов с Востока со счётом 10:4. По правилам женской НБА на тренерский мостик сборных Востока и Запада назначаются наставники команд, которые принимали участие в финале прошлого сезона, исключением являются матчи всех звёзд 1999, 2009 и 2017 годов.
В первых двух сезонах в плей-офф ВНБА выходили по четыре сильнейшие команды ассоциации, независимо от занятого места в той или иной конференции, где они играли — первая с четвёртой, а вторая с третьей, поэтому в 1997 году в финале турнира играли два клуба из Восточной конференции, а в 1998 году — из Западной. По этой причине в первом матче всех звёзд ВНБА тренером сборной Востока было решено назначить наставника клуба, который в прошлом году стал победителем регулярного чемпионата в Восточной конференции. Этим клубом стала команда «Кливленд Рокерс», поэтому сборной Востока руководила Линда Хилл-Макдональд, ну а тренером сборной Запада по традиции стал наставник чемпиона, которым в том сезоне стал клуб «Хьюстон Кометс».
В 2009 году, впервые в истории ВНБА, состоялась ситуация, когда тренер, приведший свою команду к чемпионскому титулу, не смог принять участие в матче всех звёзд следующего сезона. В 2008 году в финальной серии всего турнира принимали участие команды «Детройт Шок» и «Сан-Антонио Силвер Старз», поэтому сборной Запада руководил Дэн Хьюз, тренер «Серебряных звёзд». Сборной Востока должен был руководить Билл Лэймбир, однако 15 июня 2009 года, всего после трёх проведённых встреч в новом сезоне, он ушёл в отставку с поста главного тренера «Детройта» по семейным причинам и желания стать главным тренером НБА. Ко времени объявления имён главных тренеров на матч всех звёзд ВНБА по проценту побед в регулярном чемпионате Восточной конференции лидировала команда «Индиана Фивер», поэтому место у руля сборной Востока заняла Лин Данн, главный тренер «Индианы».
В 2007 году была идентичная ситуация, когда по окончании сезона 2006 года с поста главного тренера клуба «Сакраменто Монархс», прошлогоднего финалиста, ушёл в отставку Джон Уизенант, но ко времени объявления имён главных тренеров матча всех звёзд ВНБА в регулярном первенстве Западной конференции текущего сезона лидировала та же команда, поэтому у руля сборной Запада встала его преемница, Дженни Бусек, новый наставник «Монархов». Немного от предыдущей отличалась ситуация в 2014 году, когда по окончании сезона 2013 года пост главного тренера клуба «Атланта Дрим», прошлогоднего финалиста, покинул Фред Уильямс, перейдя на аналогичную должность в команду «Талса Шок», но ко времени обнародования имён главных тренеров матча всех звёзд ВНБА в регулярном чемпионате Восточной конференции текущего сезона лидировала «Атланта Дрим», посему у руля сборной Востока встал его преемник, Майкл Купер, новый наставник «Дрим».
В сезоне 2016 года вновь был изменён формат турнира плей-офф, согласно которому два лучших клуба регулярки, оба из Западной конференции, напрямую вышли в полуфинал, остальные же шесть разыгрывали между собой ещё две путёвки. В полуфиналах лидеры регулярного чемпионата легко переиграли своих соперников, и в финале встретились команды из одной конференции, поэтому на пост наставников сборных Востока и Запада решено было назначить тренеров лучших клубов обеих конференций. Таким образом сборной Запада руководила Шерил Рив, а у руля сборной Востока должен был встать тот же Билл Лэймбир, но он не смог исполнять свои обязанности по семейным обстоятельствам. Ко времени объявления имён главных тренеров на матч всех звёзд ЖНБА по проценту побед в регулярном сезоне Восточной конференции лидировал клуб «Коннектикут Сан», поэтому место у руля команды Востока занял Курт Миллер, главный тренер «Коннектикута». Лидером по количеству включений на матч всех звёзд женской НБА является наставник команды «Миннесота Линкс» Шерил Рив, которая приглашалась на него пять раз, Ван Ченселлор из «Хьюстон Кометс» привлекался на звёздный уик-энд четыре раза, Майкл Купер, Ричи Адубато, Майк Тибо, Билл Лэймбир и Сэнди Бронделло — по три раза, а Энн Донован, Брайан Эглер, Лин Данн, Дэн Хьюз и Бекки Хэммон — по два раза.
В 2008 и 2012 годах матчи всех звёзд ВНБА не проводились из-за проведения Олимпийских игр в Пекине и Лондоне, а в 2004 и 2010 годах проводились альтернативные матчи всех звёзд, которые назывались «Игра в Радио-Сити» (англ. "The Game at Radio City") и «Звёзды на солнце» (англ. "Stars at the Sun") соответственно. Тренером обобщённой сборной всех звёзд женской НБА в 2004 году стал Билл Лэймбир, получивший назначение на столь высокий пост, будучи наставником чемпиона прошлого сезона, напротив в 2010 году тренером звёздной команды был назначен Брайан Эглер, наставник команды, которая к моменту объявления его имени лидировала по проценту побед в регулярном чемпионате текущего сезона.

## Легенда
| ^          | Помечены тренеры, работающие в ВНБА по сей день    |
| *          | Тренеры, избранные в Зал славы баскетбола          |
| *^         | Активные тренеры, избранные в Зал славы баскетбола |
| Тренер     | Помечены тренеры команд-победительниц ASG ВНБА     |
| Тренер (X) | Сколько раз тренер выбирался на матч всех звёзд    |

## Команды Востока и Запада
| Год | Главный тренер        | Команда                        | Прим.  |
| --- | --------------------- | ------------------------------ | ------ |
| 1999 | Линда Хилл-Макдональд | Кливленд Рокерс                | [ 1 ]  |
| 2000 | Ричи Адубато          | Нью-Йорк Либерти               | [ 1 ]  |
| 2001 | Ричи Адубато (2)      | Нью-Йорк Либерти               | [ 9 ]  |
| 2002 | Энн Донован           | Шарлотт Стинг                  | [ 1 ]  |
| 2003 | Ричи Адубато (3)      | Нью-Йорк Либерти               | [ 10 ] |
| 2004 | Билл Лэймбир          | Звёзды женской НБА Детройт Шок | [ 7 ]  |
| 2005 | Майк Тибо             | Коннектикут Сан                | [ 11 ] |
| 2006 | Майк Тибо (2)         | Коннектикут Сан                | [ 12 ] |
| 2007 | Билл Лэймбир (2)      | Детройт Шок                    | [ 3 ]  |
| 2008 | —                     | —                              | —      |
| 2009 | Лин Данн              | Индиана Фивер                  | [ 2 ]  |
| 2010 | Брайан Эглер          | Звёзды женской НБА Сиэтл Шторм | [ 8 ]  |
| 2011 | Маринелл Медорс       | Атланта Дрим                   | [ 13 ] |
| 2012 | —                     | —                              | —      |
| 2013 | Лин Данн (2)          | Индиана Фивер                  | [ 14 ] |
| 2014 | Майкл Купер (3)       | Атланта Дрим                   | [ 4 ]  |
| 2015 | Поки Четмэн           | Чикаго Скай                    | [ 15 ] |
| 2016 | —                     | —                              | —      |
| 2017 | Курт Миллер           | Коннектикут Сан                | [ 6 ]  |
| Примечание: курсивом выделены тренеры, участники альтернативных матчей всех звёзд женской НБА, жирным выделены тренеры-победители. |                       |                                |        |

| Год | Главный тренер     | Команда                                | Прим.  |
| --- | ------------------ | -------------------------------------- | ------ |
| 1999 | Ван Ченселлор*     | Хьюстон Кометс                         | [ 1 ]  |
| 2000 | Ван Ченселлор* (2) | Хьюстон Кометс                         | [ 1 ]  |
| 2001 | Ван Ченселлор* (3) | Хьюстон Кометс                         | [ 9 ]  |
| 2002 | Майкл Купер        | Лос-Анджелес Спаркс                    | [ 1 ]  |
| 2003 | Майкл Купер (2)    | Лос-Анджелес Спаркс                    | [ 10 ] |
| 2004 | Ван Ченселлор* (4) | Олимпийская сборная США Хьюстон Кометс | [ 7 ]  |
| 2005 | Энн Донован (2)    | Сиэтл Шторм                            | [ 11 ] |
| 2006 | Джон Уизенант      | Сакраменто Монархс                     | [ 12 ] |
| 2007 | Дженни Бусек       | Сакраменто Монархс                     | [ 3 ]  |
| 2008 | —                  | —                                      | —      |
| 2009 | Дэн Хьюз           | Сан-Антонио Силвер Старз               | [ 2 ]  |
| 2010 | Джино Оримма*^     | Сборная США Коннектикут Хаскис         | [ 8 ]  |
| 2011 | Брайан Эглер (2)   | Сиэтл Шторм                            | [ 13 ] |
| 2012 | —                  | —                                      | —      |
| 2013 | Шерил Рив^         | Миннесота Линкс                        | [ 14 ] |
| 2014 | Шерил Рив^ (2)     | Миннесота Линкс                        | [ 4 ]  |
| 2015 | Сэнди Бронделло^   | Финикс Меркури                         | [ 15 ] |
| 2016 | —                  | —                                      | —      |
| 2017 | Шерил Рив^ (3)     | Миннесота Линкс                        | [ 6 ]  |
| Примечание: курсивом выделены тренеры, участники альтернативных матчей всех звёзд женской НБА, жирным выделены тренеры-победители. |                    |                                        |        |

## Команды лучших игроков
| Год  | Главный тренер            | Его клуб в ВНБА    | Команда в ASG ВНБА | Прим.  |
| ---- | ------------------------- | ------------------ | ------------------ | ------ |
| 2018 | Сэнди Бронделло^ (2)      | Финикс Меркури     | Ком. Паркер[a]     | [ 16 ] |
| 2019 | Майк Тибо (3)             | Вашингтон Мистикс  | Ком. Делле Донн    | [ 17 ] |
| 2021 | Тина Томпсон и Лиза Лесли | Виргиния Кавальерс | Звёзды женской НБА | [ 18 ] |
| 2022 | Бекки Хэммон^             | Лас-Вегас Эйсес    | Ком. Уилсон        | [ 19 ] |
| 2023 | Бекки Хэммон^ (2)         | Лас-Вегас Эйсес    | Ком. Уилсон        | [ 20 ] |
| 2024 | Шерил Миллер              | Финикс Меркури     | Звёзды женской НБА | [ 21 ] |
| 2025 | Сэнди Бронделло^ (3)      | Нью-Йорк Либерти   | Ком. Кларк         | [ 22 ] |

| Год  | Главный тренер   | Его клуб в ВНБА         | Команда в ASG ВНБА      | Прим.  |
| ---- | ---------------- | ----------------------- | ----------------------- | ------ |
| 2018 | Дэн Хьюз (2)     | Сиэтл Шторм             | Ком. Делле Донн         | [ 16 ] |
| 2019 | Билл Лэймбир (3) | Лас-Вегас Эйсес         | Ком. Уилсон             | [ 17 ] |
| 2021 | Дон Стэйли^      | Южная Каролина Геймкокс | Олимпийская сборная США | [ 18 ] |
| 2022 | Джеймс Уэйд      | Чикаго Скай             | Ком. Стюарт             | [ 19 ] |
| 2023 | Стефани Уайт^    | Коннектикут Сан         | Ком. Стюарт             | [ 20 ] |
| 2024 | Шерил Рив^ (4)   | Миннесота Линкс         | Олимпийская сборная США | [ 21 ] |
| 2025 | Шерил Рив^ (5)   | Миннесота Линкс         | Ком. Коллиер            | [ 22 ] |

- a  Первое место в голосовании в этом году заняла Майя Мур, однако она отказалась от звания капитана команды, поэтому её место заняла Кэндис Паркер, которая стала третьей.

## Чаще всего выбирались

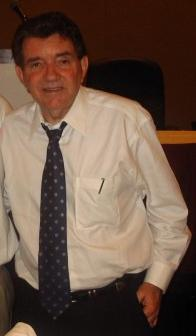
Ван Ченселлор, тренер клуба «Хьюстон Кометс», по количеству включений на ASG WNBA занимает второе место (4 раза)

| Главный тренер   | # | Выборы                                                             |
| ---------------- | - | ------------------------------------------------------------------ |
| Шерил Рив^       | 5 | 2013; 2014; 2017 (Запад) 2024 (Сборная США) 2025 (Команда Коллиер) |
| Ван Ченселлор*   | 4 | 1999; 2000; 2001; 2004 (Запад)                                     |
| Ричи Адубато     | 3 | 2000; 2001; 2003 (Восток)                                          |
| Майкл Купер      | 3 | 2002; 2003 (Запад) 2014 (Восток)                                   |
| Майк Тибо        | 3 | 2005; 2006 (Восток) 2019 (Команда Уилсон)                          |
| Билл Лэймбир     | 3 | 2004; 2007 (Восток) 2019 (Команда Делле Донн)                      |
| Сэнди Бронделло^ | 3 | 2015 (Запад) 2018 (Команда Паркер) 2025 (Команда Кларк)            |
| Брайан Эглер     | 2 | 2010 (Восток) 2011 (Запад)                                         |
| Дэн Хьюз         | 2 | 2009 (Запад) 2018 (Команда Делле Донн)                             |
| Энн Донован      | 2 | 2002 (Восток) 2005 (Запад)                                         |
| Лин Данн         | 2 | 2009; 2013 (Восток)                                                |
| Бекки Хэммон^    | 2 | 2022 (Команда Уилсон) 2023 (Команда Уилсон)                        |